# Philip Bono
Philip Bono (13. siječnja 1921. – 23. svibnja 1993.) bio je inženjer zrakoplovne tvrtke Douglas. Bio je pionir u razvoju jednostupanjskih letjelica za let u orbitu koje slijeću okomito. Kao vizionarski projektant zaslužan je za patentiranje prve ponovno upotrebljive jednostupanjske rakete te je njegov doprinos utjecao na daljnji razvoj svemirskih letjelica.
Bono se zalagao za jednostupanjsko lansiranje kao jednostavnije i jeftinije. Kako bi se to ostvarilo, shvatio je kako se mora koristiti visoki specifični impuls raketnog motora pogonjenog tekućim kisikom i vodikom. Nakon toga predložio je neka letjelica bude višestruko upotrebljiva. Od projekta ROOST (engl. Recoverable One Stage Orbital Space Truck) nadalje, Bono je zagovarao letjelicu bez krila za lansiranje u svemir, obično koristeći rakete kako bi se ostvarilo okomito uzlijetanje i slijetanje (engl. VTLV). Prema njegovim procjenama, krila su predstavljala nepotrebni dio letjelice koji je smanjivao težinu korisnog tereta. Patentirao je poseban tip raketne mlaznice koja je služila i kao toplinski štit prilikom povratka iz orbite.

## Rođenje, obrazovanje i karijera
Philip Bono rođen je u Brooklynu, New York, Sjedinjene Američke države 13. siječnja 1921. Diplomirao je na Sveučilištu Južna Kalifornija 1947. kao strojarski inženjer. Nakon toga zaposlio se kao istraživač i analitičar sustava za tvrtku North American Aviation. Godine 1960. započeo je raditi u zrakoplovnoj tvrtki Douglas koja se 1967. udružila s tvrtkom MCDonnell pod novim imenom McDonnell Douglas Astronautics, u periodu od 1966. do 1988. Umro je 23. svibnja 1993. u 72. godini života.
Među njegove vizionarske projekte nalazi se projekt letjelice s posadom od 8 članova za misiju na Mars iz 1960. 

## Projekti
- Jednostupanjski orbitalni svemirski tegljač (engl. OOST)
- Višestruko upotrebljiv jednostupanjski orbitalni svemirski tegljač (engl. ROOST)
- Višestruko upotrebljiv orbitalni modul i višenamjenska letjelica (engl. ROMBUS)
- Pegaz
- Hiperion
- SASSTO